# Alpha Ethniki 1982-1983
L'Alpha Ethniki 1982-1983 fu la 47ª edizione della massima serie del campionato di calcio greco, conclusa con la vittoria del Olympiacos, al suo ventiquattresimo titolo e quarto consecutivo.
Capocannoniere del torneo fu Nikos Anastopoulos (Olympiacos), con 29 reti.

## Formula
Come nella stagione precedente le squadre partecipanti furono 18 e disputarono un girone di andata e ritorno per un totale di 34 partite.
In vista di una riduzione del numero di club le ultime quattro classificate furono retrocesse in Beta Ethniki.
Il punteggio prevedeva due punti per la vittoria, uno per il pareggio e nessuno per la sconfitta.
Le squadre ammesse alle coppe europee furono quattro: i campioni alla Coppa dei Campioni 1983-1984, la vincitrice della coppa nazionale alla Coppa delle Coppe 1983-1984 e seconda e terza classificata alla Coppa UEFA 1983-1984.

## Squadre partecipanti
| Squadra         | Città      | Stadio | Stagione 1981-1982 |
| --------------- | ---------- | ------ | ------------------ |
| AEK Atene       | Atene      |        | 4°                 |
| Apollōn Smyrnīs | Atene      |        | 15°                |
| Arīs Salonicco  | Salonicco  |        | 5°                 |
| Doxa Dramas     | Drama      |        | 11°                |
| Ethnikos Pireo  | Il Pireo   |        | 13°                |
| Īraklīs         | Salonicco  |        | 6°                 |
| Kastoria        | Kastoria   |        | 8°                 |
| Larissa         | Larissa    |        | 10°                |
| Makedonikos     | Neapoli    |        | Beta Ethniki       |
| OFI Creta       | Candia     |        | 9°                 |
| Olympiacos      | Il Pireo   |        | Campione di Grecia |
| Panachaïkī      | Patrasso   |        | Beta Ethniki       |
| Panathīnaïkos   | Atene      |        | 2°                 |
| Paniōnios       | Nea Smyrnī |        | 7°                 |
| Panserraïkos    | Serres     |        | 16°                |
| PAOK            | Salonicco  |        | 3°                 |
| PAS Giannina    | Giannina   |        | 14°                |
| Rodos           | Rodi       |        | 12°                |

## Classifica finale
|                   | Pos. | Squadra         | Pt | G  | V  | N  | P  | GF | GS | DR  |
| ----------------- | ---- | --------------- | -- | -- | -- | -- | -- | -- | -- | --- |
| Grecia (bandiera) | 1.   | Olympiacos      | 50 | 34 | 20 | 10 | 4  | 50 | 22 | +28 |
|                   | 2.   | Larissa         | 45 | 34 | 18 | 9  | 7  | 54 | 27 | +27 |
|                   | 3.   | AEK Atene       | 45 | 34 | 19 | 7  | 8  | 54 | 39 | +15 |
|                   | 4.   | PAOK            | 42 | 34 | 18 | 6  | 10 | 49 | 28 | +21 |
|                   | 5.   | Arīs Salonicco  | 41 | 34 | 15 | 11 | 8  | 35 | 23 | +12 |
|                   | 6.   | Panathīnaïkos   | 37 | 34 | 14 | 9  | 11 | 50 | 42 | +8  |
|                   | 7.   | OFI Creta       | 37 | 34 | 14 | 9  | 11 | 53 | 48 | +5  |
|                   | 8.   | Īraklīs         | 34 | 34 | 12 | 10 | 12 | 52 | 39 | +13 |
|                   | 9.   | PAS Giannina    | 33 | 34 | 10 | 13 | 11 | 35 | 34 | +1  |
|                   | 10.  | Apollōn Smyrnīs | 31 | 34 | 11 | 9  | 14 | 40 | 36 | +4  |
|                   | 11.  | Ethnikos Pireo  | 31 | 34 | 10 | 11 | 13 | 34 | 38 | -4  |
|                   | 12.  | Doxa Dramas     | 31 | 34 | 12 | 7  | 15 | 43 | 56 | -13 |
|                   | 13.  | Panserraïkos    | 30 | 34 | 9  | 12 | 13 | 28 | 37 | -9  |
|                   | 14.  | Paniōnios       | 29 | 34 | 11 | 7  | 16 | 31 | 44 | -13 |
|                   | 15.  | Makedonikos     | 29 | 34 | 11 | 7  | 16 | 30 | 50 | -20 |
|                   | 16.  | Panachaïkī      | 26 | 34 | 11 | 4  | 19 | 35 | 50 | -15 |
|                   | 17.  | Rodos           | 21 | 34 | 7  | 7  | 20 | 25 | 58 | -33 |
|                   | 18.  | Kastoria        | 20 | 34 | 7  | 6  | 21 | 31 | 58 | -27 |

Legenda:

      Campione di Grecia
      Ammesso alla Coppa UEFA
      Ammesso alla Coppa delle Coppe
      Retrocesso in Beta Ethniki
Note:

Due punti a vittoria, uno a pareggio, zero a sconfitta.

### Spareggio salvezza
Panionios e Makedonikos terminarono il campionato a pari punti e disputarono uno spareggio in gara unica per determinare la quarta squadra retrocessa a Volos il 3 luglio 1983.
| Volos 3 luglio 1983 | Paniōnios | 3 – 2                                    | Makedonikos |  |
| \| \| \| \| \| Michalis Lazarou 64’ Dimítrios Saravákos 66’ 85’ \| Marcatori \| 46’ Karamichalos 83’ Spyros Jiannakoulas \| |           |                                          |             |  |
| |           |                                          |             |  |
| Michalis Lazarou 64’ Dimítrios Saravákos 66’ 85’                                                                            | Marcatori | 46’ Karamichalos 83’ Spyros Jiannakoulas |             |  |

### Verdetti
- Olympiacos campione di Grecia 1982-83 e qualificato alla Coppa dei Campioni
- Larissa e PAOK Salonicco qualificati alla Coppa UEFA
- AEK Atene qualificato alla Coppa delle Coppe
- Makedonikos, Panachaiki, Rodos e Kastoria retrocesse in Beta Ethniki.